# (4032) Chaplygin
(4032) Chalpygin ist ein Asteroid im Hauptgürtel, der am 22. Oktober 1985 am Krim-Observatorium durch Ljudmyla Schurawlowa entdeckt wurde.
Der Asteroid wurde nach dem sowjetischen Physiker Sergei Alexejewitsch Tschaplygin (englische Transkription Chaplygin) benannt.